# 奧克格羅夫 (佛羅里達州灣縣)
奧克格羅夫（英語：Oak Grove）是位於美國佛羅里達州灣縣的一個非建制地區。該地的面積和人口皆未知。

## 地理
奧克格羅夫的座標為29°47′26″N 85°17′49″W / 29.79056°N 85.29694°W，而該地的平均海拔高度為3米（即10英尺）。